# Намбаса
Намбаса (на английски: Nambassa) е поредица от фестивали, организирани от хипитата в Нова Зеландия в периода от 1976 до 1981 г. на територията на големи ферми.
Музиката заема съществено място в тях, както и идеите за мир, любов и опазване на околната среда. Освен развлечение те предоставят и лекции за здравословен живот, алтернативна медицина, чиста енергия и органична храна.
Движението в Нова Зеландия е част от международното хипи движение през 1960-те и 1970-те години, което слуша нов стил музика и развива философията на свободата и социалната революция. Това е място, където младите хора се противопоставят на закостенели норми и разчупват стандартите, като установяват нова, хипарска етика.
Новозеладнската субкултура има корени в движението за свобода и антиядрената политика на 1960-те, когато се правят опити да се спре войната във Виетнам, както и да се сложи край на опитите с ядрено оръжие, които френското правителство провежда на атола Муруроа, Френска Полинезия.
фестивалът е проведен за първи път през 1976 г. Провеждат се летни и зимни фестивали в Намбаса. През януари 1979 г. тридневният фестивал с участието на различни музикални изпълнители привлича около 75 000 участници в Окланд и е събитието от този вид с най-многобройна публика в Нова Зеландия и в света.
Намбаса е също така име на племе, което е пионер на идеите на контракултурата, духовността, алтернативния начин на живот, опазването на околната среда и идеите на зелените партии.